# Bourrée (muzyka)
Bourrée – muzyczna forma taneczna oparta na tańcu bourrée. Zwykle w formie pieśni, w tempie szybkim.
Metrum parzyste 2/4 lub 4/4. Najczęściej element suity barokowej lub niezależny utwór.

## Znane bourrée
- Johann Sebastian Bach - Bourrée z Suity lutniowej e-moll
- Fryderyk Chopin - Bourrée na fortepian No. 1 in g-moll KK VIIb/1 (1846)
- Béla Bartók - Bourrée, Mikrokosmos na fortepian Vol.4/117, Sz. 107/4/117, BB 105/117 (1926 - 1939)

## Bourrée w muzycerockowej
- Jethro Tull - Bourree (J.S. Bach) z albumu Stand Up (1969)
- Jon Lord - Bourree z albumu  Sarabande (1976)